# إياد الصغير
إياد الصغير (ولد في 16 أكتوبر 1993 في عمّان) هو عازف بيانو كلاسيكي أردني - فلسطيني.

## النشأة
بدأ الصغير العزف على البيانو في سن الخامسة ودرس في المعهد الوطني للموسيقى (NMC) في عمان، الأردن. تتلمذ على يد مؤلف البيانو ورئيس أوركسترا جو محمد عثمان صديق. منذ عام 2008 درس في مدرسة تشيثام للموسيقى في مانشستر، إنجلترا، مع موراي ماكلاتشلان وماري لويز تايلور. تخرج من الكلية الملكية الشمالية للموسيقى كباحث في مانشستر ومن معهد ترينيتي لابان للموسيقى والرقص في لندن.[بحاجة لمصدر]
شارك في العديد من الحفلات خارج الأردن، في قبرص وإيطاليا وليتوانيا، وفي المملكة المتحدة، عزف في كاتدرائية مانشستر. وعزف مع فرق الأوركسترا ومنها أوركسترا عمان، وأوركسترا بي بي سي الفيلهارمونية، وأوركسترا القاهرة السيمفوني، وأوركسترا حجرة الاتحاد الأوروبي، ومانشستر كاميراتا.

## أعمال وجوائز
هو فنان في مؤسسة موسيقى المدينة الخيرية في لندن. حاصل على الميدالية الذهبية في ترينيتي لابان لعام 2018. درس مع مارتينو تيريمو وبيتر تويت. وفي عام 2019، أصدر ألبومه الأول مع BIS Records، الذي يضم أعمال البيانو للملحن الأرمني آرام خاتشاتوريان (1903-1978).

## روابط خارجية
- الموقع الرسمي